# ده ابراهیم کیخا
ده ابراهیم کیخا روستایی در دهستان ادیمی بخش مرکزی شهرستان نیمروز استان سیستان و بلوچستان ایران است. بر پایه سرشماری عمومی نفوس و مسکن در سال ۱۳۹۰ جمعیت این روستا ۱۹ نفر (در ۵ خانوار) بوده است.